# Premis Ondas 2000
Els Premis Ondas 2000 van ser la quaranta-setena edició dels Premis Ondas, fallats el 18 d'octubre de 2000. La gala d'entrega dels premis del 6 de novembre fou retransmesa des del Palau Nacional al Canal+. Va ser presentada per Iñaki Gabilondo i Gemma Nierga, i comptà amb les actuacions, entre d'altres de Mark Knopfler, Elton John, i Eros Ramazzotti.

## Premis Ondas de ràdio
- Millor programa de difusió nacional
  - Buenos días de Carlos Herrera (Radio 1-RNE).
- Mejor programa de radio local
  - Onda Cero Internacional - Onda Cero Costa del Sol
- Millor presentador de programa musical
  - Francisco Pérez Bryan (RNE-Radio 3).
- Millor programa especial o millor cobertura d'un esdeveniment nacional o internacional
  - Gomaespuma a Kosovo (M80 Radio)
- Millor programa que destaqui per la seva originalitat, innovació o servei a la societat (Ex aequo)
  - En tu casa o en la mía (40 Principales)
  - Fin de siglo (RNE).
- Millor espai publicitari en ràdio
  - Campanya Casa de Mans Unides (Agencia Saatchi & Saatchi)
- Premis Ondas internacionals de ràdio
  - Berg der heiligen zwietracht d'ARD (Alemanya).
  - Les derniers des justes de Radio France (França).
  - La Ventana de la Cadena SER (Espanya)

## Premis Ondas de televisió
- Millor sèrie
  - 7 vidas (Telecinco)
- Millor programa d'entreteniment (Ex aequo)
  - Crónicas marcianas (Telecinco)
  - La cosa nostra (TV3)
- Programa més innovador
  - El club de la comedia (Canal +)
- Millor programa especialitzat
  - Al filo de lo imposible (La 2 de TVE)
- Millor labor professional
  - Jesús Hermida
- Record Especial
  - Antonio Ferrandis
  - Pedro González Martín
- Premis Ondas internacionals de televisió
  - Les dossier de l'histoire: la vie comme un roman: le jazzman du goulag de France 3 (França)
  - Trafic de femmes: les nouvelles esclaves de TF1 (França)
  - Hertenkamp de VPRO-Television (Països Baixos)
  - Menció especial del jurat: La douleur muette de Établissement public de télévision (Algèria).

## Premis Ondas de cinema
- Millor director
  - Miguel Albaladejo
- Millor actor
  - Javier Batanero per Leo
- Millor actriz
  - Adriana Ozores Muñoz per Plenilunio
- Millor pel·lícula espanyola
  - Plenilunio d'Imanol Uribe
- Premi Cinemanía
  - José Luis Borau
- Menció Especial del Jurat
  - Mones com la Becky de Joaquim Jordà i Català

## Premis Ondas de Música
- Millor artista espanyol
  - Alejandro Sanz
- Millor álbum
  - El alma al aire d'Alejandro Sanz
- Millor cançó
  - 19 días y 500 noches de Joaquín Sabina
- Millor artista o grup en directe
  - Luz Casal
- Millor artista o grup revelació español
  - Estopa
- Millor artista o grup llatí
  - Daniela Mercury
- Millor artista o grup revelació llatí
  - Amaury Gutiérrez
- Mejor clip
  - Tu sigue así (OBK) del realitzador: Juan Antonio Bayona
- A l'obra flamenca més notòria
  - José Mercé
- A la labor més notòria en música clàssica
  - Alicia de Larrocha
- Premi especial del jurat per la seva trajectòria en el món del flamenc
  - Juan Valderrama Blanca
- Premi especial del jurat per la seva trajectòria en el món llatí
  - Los Panchos
- Premi Ondas Especial del Jurat per la seva carrera universal
  - Elton John
- Menció especial del jurat
  - Camarón de la Isla

## Premis Ondas iberoamericans de ràdio i televisió
- Millor emissora
  - FM Milenium (Buenos Aires, Argentina)
- Millor programa
  - La herencia de Televisa Ràdio (Mèxic)
- Premi especial del jurat
  - Julio Héctor Lagos (Argentina)